# Vascões (povo)

Mapa etnográfico da Península Ibérica

Os vascões (em latim: vascones; em inglês: vascones; em latim: gens uasconum) foram um povo da Idade Antiga cujo território se estendia na época dos romanos entre o vale alto do rio Ebro e a vertente peninsular dos Pireneus ocidentais, uma região que se corresponde na época contemporânea com a prática totalidade da Navarra e áreas do noroeste de Aragão e nordeste da Rioja.
Os vascões, que atingiram um elevado grau de integração no mundo romano especialmente nas terras chãs, ribeirinhas do rio Ebro e nas áreas no contorno dos seus assentamentos de Pompelo e Oiasso, povoaram a região mais nortenha e montanhosa, conhecida como o Vasconum Saltus, durante a crise econômica e social que acompanhou à decomposição do Império Romano e a pressão causada pelas grandes migrações de povos germânicos e eslavos de princípios do século V, entrando posteriormente em conflito em diversas ocasiões com os reinos de visigodos e francos formados em ambas as vertentes dos Pirenéus.
Após a invasão muçulmana da Península Ibérica, a princípios do século VIII, que resultou na dissolução da Hispânia visigoda e a retirada parcial dos governadores francos a Norte da Aquitânia, os descendentes vascões, que adotaram o cristianismo durante o Baixo Império, reorganizaram-se para o século IX entorno às entidades feudais do Ducado da Vascônia, na área da Gasconha, e a do reino de Pamplona. Esta última entidade daria origem durante a Idade Média ao reino de Navarra.

## Território

### Época romana

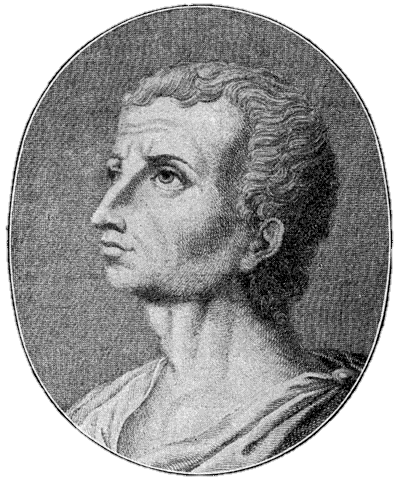
Retrato de Tito Lívio, a quem se deve a primeira resenha historiográfica que se conserva da antiguidade sobre o povo dos vascões

A descrição do território que os vascões ocupavam durante a época antiga nos chegou através dos textos dos autores clássicos, entre o século I a.C. e o século II d.C., Tito Lívio, Estrabão, Plínio e Cláudio Ptolemeu que foram os nomeadamente estudados como fontes de referência, embora vários autores assinalassem à falta de uniformidade e mesmo contradição das suas informações ou advertido sobre a interpretação realizada, em particular para com as herdadas de Estrabão.
A resenha historiográfica mais antiga corresponde a Lívio (59 a.C. - 17 a.C.) quem numa breve passagem do fragmento XCI da sua obra sobre a campanha de 76 a.C. da guerra sertoriana, relata como após  remontar o rio Ebro e a civitas de Calagurris Nasica, atravessasse o território chão dos vascões ou Vasconum agrum até os lindes dos seus vizinhos imediatos, os berões. De um estudo comparado de outras partes do mesmo fragmento, deduz-se que esse linde encontrava-se a Oeste, enquanto para o Sul os vascões eram vizinhos da cidade celtibera de Contrebia Leucada, próxima à contemporânea Daroca.
Plínio pela sua parte na sua Naturalis Historia reproduziu um texto anterior a 50 a.C. no qual emprazava os vascões no extremo ocidental dos Pirenéus, vizinhos dos Várdulos, e estendidos para os montes de Oiarso e o Cantábrico em uma área que denominou Vasconum saltus. O geógrafo grego Estrabão, à época de Augusto (63 a.C. - 14 a.C.), ao referir-se aos vascões (em grego clássico, Ούασκώνων) situa a sua principal Polis na cidade de Pompelo junto também a cidade de Calagurris.
| “ | Ambas as populações, com Kalágouris, uma das cidades dos ouáskones, …esta mesma região está cruzada pela via que parte de Tarrákon e vai até os ouáskones da beira do Oceano, a Pompélon e a Oiáson, cidade alçada sobre o mesmo Oceano. Esta quadra mede dois mil quatrocentos stadios e termina-se na fronteira entre Akyitanía e Iberia. (…) Depois, acima da Iakketanía, em direção a Norte, está a nação dos ouáskones, que tem por cidade principal a Pompélon, como quem diz 'a cidade de Pompeio'. | ” |

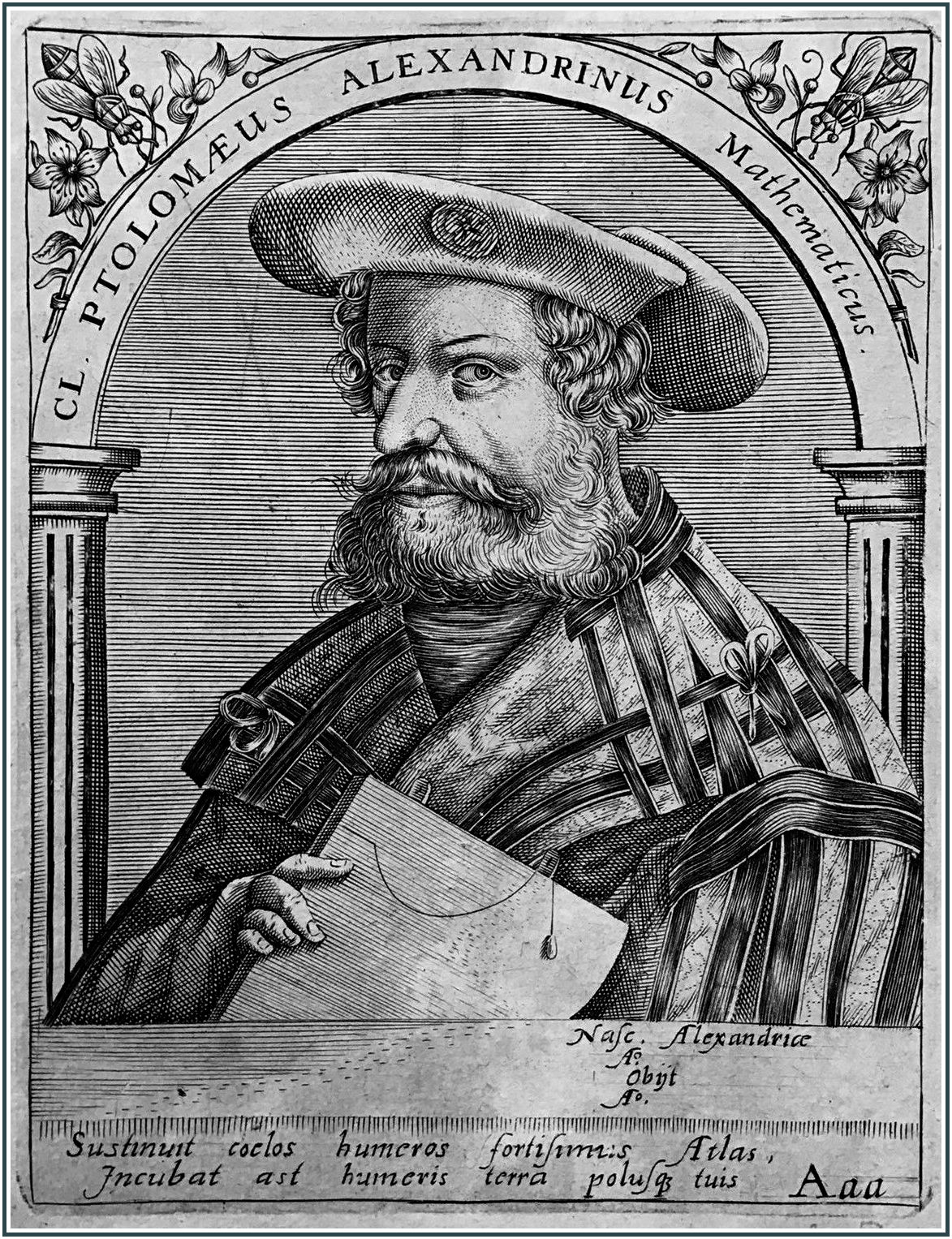
Cláudio Ptolemeu, segundo uma gravura alemã do século XVI, quem enumerou as principais populações vascãs

Estes dados encontram-se na obra de Ptolomeu, que viveu durante o século II na época imperial, Geographikè Úphégesis,em cujo capítulo 6, 66 do seu livro II detalha o nome de 15 cidades ao interior do território dos vascões, além da costeira Oiasso: Iturissa, Pompelo, Bíturis, Andelos, Nemantúrissa, Curnônio, Iaca, Gracorres, Calagurris, Cascanto, Ercávica, Tarraga, Muscária, Ségia e Alavona.
O território dos vascões na época romana republicana e alto-imperial correspondia então com as contemporâneas províncias de Navarra, o extremo Nordeste de Guipúscoa e parte de A Rioja, Saragoça e Huesca, incluindo a cidade e contorno de Calagurris.

### Século II-VI
Com posterioridade à época de Ptolomeu e após o período das invasões, o relato do autor João de Biclaro (540?-621?), quem cita os vascões na tomada pelos visigodos da cidade de Victoriaco e Gregório de Tours (538-594) sobre as incursões dos vascões na Aquitânia por volta de 587 levou a autores como Adolf Schulten (1870-1960) propor que em algum momento entre meados do século II e finais do século VI teve lugar uma ampliação progressiva do território dos vascões primeiro para Oeste, ocupando as terras dos seus antigos vizinhos Várdulos, Autrigones e Carístios, e para Norte, em Aquitânia que por isso adotou o nome de Gasconha, origem do País Basco francês.

### Século VII até 810
A partir do século VII, os cronistas já diferençam a Spanoguasconia na vertente peninsular dos Pireneus, da Aquitânia ou Gascônia, seguindo a descripção do Cosmógrafo de Ravena a partir da qual Schulten interpreta que os vascões ter-se-iam retirado parcialmente dos seus territórios da época romana com anterioridade ao século VII, para ocupar as terras mais a Norte, no qual seria a comunidade autônoma do País Basco e a parte setentrional de Navarra. Schulten também achega o dado da crônica de Eginhardo Vita Karoli Magni datada  em 810 onde se faz uso pela primeira vez o do término navarros para designar o povo que ocupava o território ribeirinho do Ebro.

## História

### Doséculo IIIa29 a.C.: contato e integração no mundo romano
Após  o desembarco em Empório da forças da República romana em 218 a.C. durante a Segunda Guerra Púnica, o interesse romano orientou-se para a anexação e conquista do vale do Ebro, que se desenvolveria entre 202 a.C. e 170 a.C. Por volta de 179 a.C.-178 a.C., o general Tibério Semprônio Graco fundou a proximidade do território dos vascões a cidade com o seu nome batizada de Gracurris, a moderna Alfaro, circunstância e período assinalados como antecedentes imediatos ao acréscimo das relações de colaboração entre vascões e romanos. O testemunho mais antigo desta relação encontra-se no chamado Bronze de Ascoli de 89 a.C., durante a Guerra Social (91–88 a.C.) desenvolvida na península italiana, na qual Cneu Pompeu Estrabão, pai de Cneu Pompeu Magno, fundador de Pompelo, outorgou a cidadania romana em "virtute causa" como reconhecimento a 9 ginetes vascões sossetanos da cidade de Ségia, moderna Ejea de los Caballeros. De data posterior a 87 a.C., é conservado o "bronze de Contrébia", que detalha um litígio patrimonial resolvido pelo procônsul da província da Hispânia Citerior em favor da cidade vascã de Alauona, Alagón.
Entre 81 a.C. e 72 a.C. têm palco no vale alto do Ebro as chamadas Guerras Sertorianas, uma guerra civil romana que enfrentou vitoriosamente a Pompeu e Metelo, partidários de Sula, com o partido democrático de Sertório e durante as quais ambos os bandos apoiaram-se na população vascã, especialmente Cneu Pompeu Magno quem durante o inverno de 75 a.C.-74 a.C. fundaria sobre um ópido indígena, no coração do território vascão e sobre a rota do trigo de Aquitânia, a cidade de Pompelo, Pamplona. Em 72 a.C. as forças de Pompeu e Metelo assediaram a cidade de Calagurris forçando sua resistência, segundo o relato de Caio Salústio até provocar práticas de canibalismo nos seus defensores.
Em 56 a.C. o tenente de Júlio César, Marco Licínio Crasso atacou os aquitanos, vizinhos dos vascões, durante a Guerra das Gálias, na qual estes últimos solicitaram o apoio militar de os outros habitantes do outro lado dos Pireneus a quem César identificou como cântabros.
Mais tarde, o território vascão ficou à margem do palco das operações militares das Bellum cantabricum que tiveram lugar entre 29 a.C. e 19 a.C. reclamando a presença de imperador Augusto que em 27 a.C. criou a província de Hispânia Citerior Tarraconense com capital em Tarraco à que ficou adscrito o território vascão.

### Os vascões durante oImperium: amizade e colaboração com Roma
No reinado de Cláudio (41-54) compartimentaram-se os territórios de Hispânia em diferentes conventos aos que ficam adscritos os diferentes povos, sendo vascões e berones incluídos na circunscrição de César Augusta, que por volta de 74-75, com Vespasiano, adotou o Ius latii ou direito latino para cada magistratura municipal e em 212, durante o reinado de Caracala, a Constituição Antonina ou cidadania romana para todos os homens livres do Império.
Durante o Alto Império, produziu-se a consolidação das cidades e a formação da rede de comunicações e comércio, destacando-se a cidade portuária comercial de Oiasso que testifica restos de atividade comercial com a cidade bética de Itálica datados de 15 a.C. a 12 a.C. encontrados em Santa María del Juncal em Irún. Da rede de pistas que sucavam o território dos vascões destacam-se a via principal de Astúrica Augusta (Astorga) a Burdígala (Bordéus), citada com o número 34 na fonte do Itinerário de Antonino, escrito aproximadamente por volta de 280 e a via citada por Estrabão, de Easso a Tarraco, confluindo ambas as rotas em Pompelo e que permitiam o transporte de cereais hispânicos da Meseta à Fronteira da Germânia durante o baixo-império.
Numerosos especialistas, especialmente a partir das pesquisas arqueológicas empreendidas no último terço do século XX, os exemplos da rede viária e da circulação monetária ou os testemunhos de integração de unidades indígenas no exército romano, coincidem em afirmar que os vascões integraram-se progressivamente no sistema romano e mesmo adotaram formas do seu jeito de vida de maneira intensa numa parte do seu território especialmente o das cidades e o das terras chãs. Schulten assinalou o começo deste processo desde as primeiras fases da conquista de Hispânia, a princípios do século II a.C., com as campanhas de Catão, baseando-se no conhecimento que o romano demonstra sobre a área do alto Ebro, onde somente ficavam por submeter cântabros e ástures. O processo teria-se acentuado em particular quando as guerras sertorianas até implicar, como Menéndez Pidal (1869–1968) e Julio Caro Baroja (1914–1995) propuseram a partir do estudo da toponímia basca, que a romanização, ao menos das terras chãs, se produziu de maneira profunda.
No fim do Império, segundo algumas teses, o território vascão deveu porém de apresentar grandes contrastes regionais em função do nível econômico e urbano, com grandes cidades e proprietários de villae ricamente decorados na zona meridional enquanto no florestado Vasconum saltus predominava a economia pecuária com poucas cidades e a zona média, com um sistema baseado na agricultura de pequenos e medianos proprietários onde o jeito de vida romano se encontrava em retrocesso. Desde esta perspectiva, os indícios arqueológicos corroboram as hipóteses que descrevem um território pacifico, ao não nos ter chegado testemunhos sobre sublevações ou revoltas que inquietassem os romanos até ao declínio posterior, afastado das turbulências políticas da época e habitado por um povo amigável e colaborador de Roma.

### Século III-VI, osséculos obscuros

#### Os vascões durante a crise doImperium: a correspondência de Paulino e Ausônio
Durante o século III o enfraquecimento do sistema político do Imperium implicou uma crise econômica e social, acrescentada pela pressão dos povos germânicos e eslavos, que se estenderia nos séculos posteriores concorrendo com fenômenos violentos em Hispânia como o dos bagaudas de 441 a 443 relatado por Idácio de Chaves, ou o de questionamento dos costumes, em especial os de âmbito religioso, exemplarizado pelo movimento do priscilianismo desde finais do século IV que foram contemporâneos ao processo de penetração do cristianismo nas terras vascãs.
Após  a constituição do primeiro Império Galo, a Península sofreu diferentes invasões por parte de povos germânicos nomeadamente na área do Mediterrâneo, mas que também afetaram ao território dos vascões como testemunham os restos encontrados de um incêndio que devastou Pompelo para finais do século III ou o abandono de Liédena por volta de 270. Outros indícios dos efeitos destas invasões foram arqueologicamente encontrados em populações situadas nas rotas de comunicação vascãs como Sames, Azparren, Mougerre  e Baiona onde se localizaram tesouros que, segundo o costume, ocultavam-se dos atacantes.
O efeito desta crise também se observou pelo desaparecimento de numerosas explorações agrícolas e por um retrocesso populacional urbana como assinalaram vários investigadores e diversos estudos arqueológicos como o de Abauntz em Navarra que permitiram descobrir como se reabilitaram pelo século V covas e cavernas para usos de moradia, um fenômeno que porém deu-se também em outros rincões do Império.
As razões que explicariam estes feitos e permitem descrever a história dos vascões durante este período encontraram-se condicionadas pelas escassas fontes historiográficas que nos chegaram desse período, razão pela qual é conhecido como o dos "anos obscuros", e assim os especialistas propuseram diferentes interpretações, se bem que as pesquisas arqueológicas empreendidas desde o último quartel do século XX achegaram elementos de interpretação frequentemente contrários às teorias consideradas durante longo tempo e que contêm imagens consideradas tópicas do povo vascão.
Uma parte da historiografia, em geral com publicações até a década de 1980 aceitou descrever a partir dos diversos textos antigos, em particular as descrições de Estrabo realizadas à época de Augusto e a correspondência entre o senador Paulino de Nola e seu mentor, o poeta Décimo Magno Ausônio (310–395), que mencionam o caráter bandoleiro (iugis latronum), bárbaro (gens barbara) e feroz (feriatate) dos vascões ao povo vascão desde a perspectiva de um "espírito independente", "indomável" ou "violento", nunca ou escassamente submetido ao poder romano. As revoltas bagaudas são geralmente inscritas por estes autores no território vascão ao interpretar na sua área de influência o local do centro bagaúdico de Aracelli, localidade nomeada por Idácio, mas sem localização precisa, e a explicam como a manifestação da luta de classes, entre o campesinato e os proprietários, estes apoiados pela hierarquia bispal luta paralela ao fenômeno descrito pela teoria da expansão vascã. A ruralização e paganismo tardio são justificados também desde esta perspectiva pela contestação ao edito de imposição religioso de Teodósio de 390 e a resistência ao processo de cristianização, que é por isso considerado mais tardio que em outras regiões. Assim estes autores consideram que a presença de restos de fortificações militares em Velea, em Álava, e Lapurdum, no Labort, era a resposta do Império a "povos considerados perigosos pela autoridade romana", mas uma vez que este poder viu-se enfraquecido e deslocado pelas invasões, o povo vascão teria ocupado o vazio de poder para se reafirmar na sua independência e desenvolver uma resistência frente de qualquer domínio estrangeiro em épocas posteriores.
Especialistas posteriores que puderam aceder às pesquisas arqueológicas e ao estudo comparativo das fontes propõem uma visão que questiona alguns dos tópicos reiterados tradicionalmente para descrever o âmbito dos vascões durante o período "obscuro". Por uma parte, a análise da visão transmitida de Estrabo, que nunca visitou pessoalmente a Hispânia, é explicada pela sua intenção de ilustrar as elites governantes e econômicas de Roma donde se encontravam as principais fontes de recursos, transmitindo uma imagem distorcida para se adaptar aos prejuízos da sua audiência que de maneira automática associava a ideia das populações dedicadas ao pastoreio ou habitando montanhosas afastadas com o conceito latrones, um estágio atrasado do desenvolvimento humano em comparação com o romano e nesta categoria são descritos povos como os Lucanos, os Issaurios, os Ligures, os Lusitanos e os povos do Norte da Península Ibérica entre os que se encontram os vascões. A descripção de Estrabo foi para estes autores, estabelecida posteriormente como uma pauta retórica historiográfica e literária de maneira que os textos Ausônio e Paulino a reproduziram sem aproximação com a realidade do seu tempo.

#### Século V-VI: invasão do Império Romano de Ocidente e primeiros conflitos com visigodos e francos
Para os primeiros anos do século V a pressão dos povos migratórios atingiu os territórios das províncias dos Pirenéus ocidentais e segundo relata Isidoro de Sevilha,  em 404 os patrícios Dídimio e Veradiano, membros da aristocracia vascã-romana e sobrinhos do imperador Teodósio I, executados mais tarde por Constantino, o Usurpador, conseguiram frear um primeira tentativa de penetração desde a Gália num episódio que teria podido acontecer na parte ocidental dos Pireneus, pela via de comunicação de Roncesvalles.
A 31 de dezembro de 406, reinando o imperador Flávio Augusto Honório, teve lugar a travessia massiva do rio Reno por parte de uma aliança das nações dos povos alanos, suevos e vândalos, estes diferençados em silingos e em asdingos, que cruzaram o rio congelado, à altura de Mogoncíaco esmagando as linhas defensivas romanas e francas, estes aliados do Império Romano do Ocidente, e empreendendo uma travessia de três anos que levá-los-iam desde Renânia avançando pela força por terras das Gálias até os Pireneus. Enquanto isto tinha lugar, em Britânia aconteceu a sublevação do general Constantino que, com o apoio das suas tropas, proclamou-se Imperador com o nome de Constantino III e com o fim de governar conjuntamente com o imperador legítimo Honório ocupou o que se denominara como Império da Gália (Imperium Galliarum) e após  sufocar certa resistência, conseguiu assentar sua dominação sobre algumas áreas de Hispânia. Segundo Osório, Constantino encomendou ao seu general Gerôncio a defesa das passagens pirenaicas às suas tropas trazidas da Britânia e que consistiam em tropas indígenas, na ocasião vascãs para a proteção das passagens ocidentais, que pela sua presença são um exemplo da sobrevivência da tradicional colaboração vascã no mundo romano tardio.
Porém, no outono de 409 os exércitos migratórios atravessaram, sem encontrar resistência, essas mesmas guarnições de Constantino, o Usurpador, os passos dos Pireneus repartindo pela Península em áreas de ocupação diferentes.
Durante o reinado de Vália entre 415 e 419, monarca dos visigodos instalados em Aquitânia e o Sul de Gália, foi acordada uma aliança ou federados com Honório, em nome da qual os visigodos encarregar-se-iam de combater ao regime do usurpador geral Máximo, proclamado por Gerôncio que à sua vez, rebelara-se contra Constantino, refugiado em terras de suevos, alanos e vândalos em Hispânia em troca de aprovisionamentos e da devolução da princesa Gala Placídia, irmã de Honório. Este pacto revelar-se-ia transcendental já que permitiu a aparição pela primeira vez dos visigodos em terras de Hispânia dando origem ao estabelecimento posterior do reino hispano-visigodo.
De acordo com o religioso José Moret (1615–1687)} que recopilou na sua obra os Anales del reino de Navarra um breve relato de Idácio, em 448 teve lugar um primeiro confronto entre suevos, apoiados por visigodos, e vascões, quando o rei Teodorico II apoiou Requiário na sua pretensão de conquistar toda a Hispânia, empreendendo uma expedição pelo vale meio do Ebro, Saragoça e Lérida contra os romanos, com quem os vascões continuavam mantendo a sua tradicional aliança. Moret assinala que pela pressão dos bárbaros, os vascões estenderam-se para terras de Álava e Bureda.
Em 507, como consequência da sua derrota frente aos francos merovíngios que dirigidos pelo rei Clodoveu I, resultaram vencedores na batalha de Vouillé, os visigodos tiveram de abandonar a prática totalidade das suas posses no Sul de Gália, cedendo a antiga província aquitana de Novempopulânia que os cronistas francos denominavam como Vascônia pela presença populacional vascã que foram povoando as terras mais elevadas, segundo alguns autores, desde a época imperial no século II.
As crônicas de Venáncio citam as lutas mantidas por volta de 580 com o rei merovíngio Quilperico e o comes de Bordéus, Galatório, enquanto Gregório de Tours referiu as incursões que teve de enfrentar o duque Austrobaldo em 587 com posterioridade à derrota do duque Bladastes  em 574 em Sola.

### Reinado de visigodos e francos
Há escassas fontes diretas disponíveis para o período da história dos vascões contemporâneo à formação e consolidação do reino Visigodo em Hispânia e, com frequência, resultam contraditórias. Vários reis hispano-godos tiveram confrontos com os vascões e há historiadores que crêem que os vascões nunca foram submetidos pelos visigodos. Outros especialistas recordam a atitude amigável dos vascões no período romano e a ausência de conflitos relevantes durante o Baixo Império, ressaltando a dificuldade de explicar aqueles confrontos sem se apoiar no contexto da afirmação do poder autônomo em Aquitânia e as rivalidades entre francos e visigodos.
Em 632, o rei merovíngio Dagoberto I encabeçou uma expedição a Saragoça em apoio de Sisenando que se sublevara frente à autoridade de Suintila. Poucos anos depois, Dagoberto reuniu um exército de burgúndios com os que ocupou sem sucesso toda a pátria de Vascônia  em 635. Contudo, em 636 Dagoberto obteve após  uma nova campanha militar, o juramento de lealdade dos vascões ao serviço de Aighina, duque saxão de Bordeus. Após  a morte de Dagoberto, o poder merovíngio foi-se enfraquecendo para abrir espaço a um período de consolidação de um poder autônomo aquitano-vascão dentro do reino franco mas do qual se desconhecem fontes de referência até que é citado a concessão a Félix, patrício de Toulouse, o controlo de todas as cidades até aos Pirenéus e dos vascões por volta de 672. Para alguns autores, a política de enfretamento com poder franco por parte de Félix seria continuada pelo seu sucessor Lupo, processo que culminaria na época  de Eudes que conseguiria o reconhecimento de regnum para a parte meridional da antiga Gália.
Durante os séculos VI e VII, há teorias que dizem que os vascões do Norte cruzaram os Pireneus, ocupando Aquitânia, na atual França, onde sua língua influiu no gascão, língua occitana que se falava nessa região, à que deram o nome de Gasconha.
Outros defendem que foram os aquitanos quem, forçados pelos visigodos, ocuparam o que atualmente se conhece como País Basco, deslocando os habitantes originários (hispano-romanos de origem indo-europeia) e achegando sua língua e costumes.

### Invasão muçulmana: Roncesvalles e a formação do reino de Pamplona

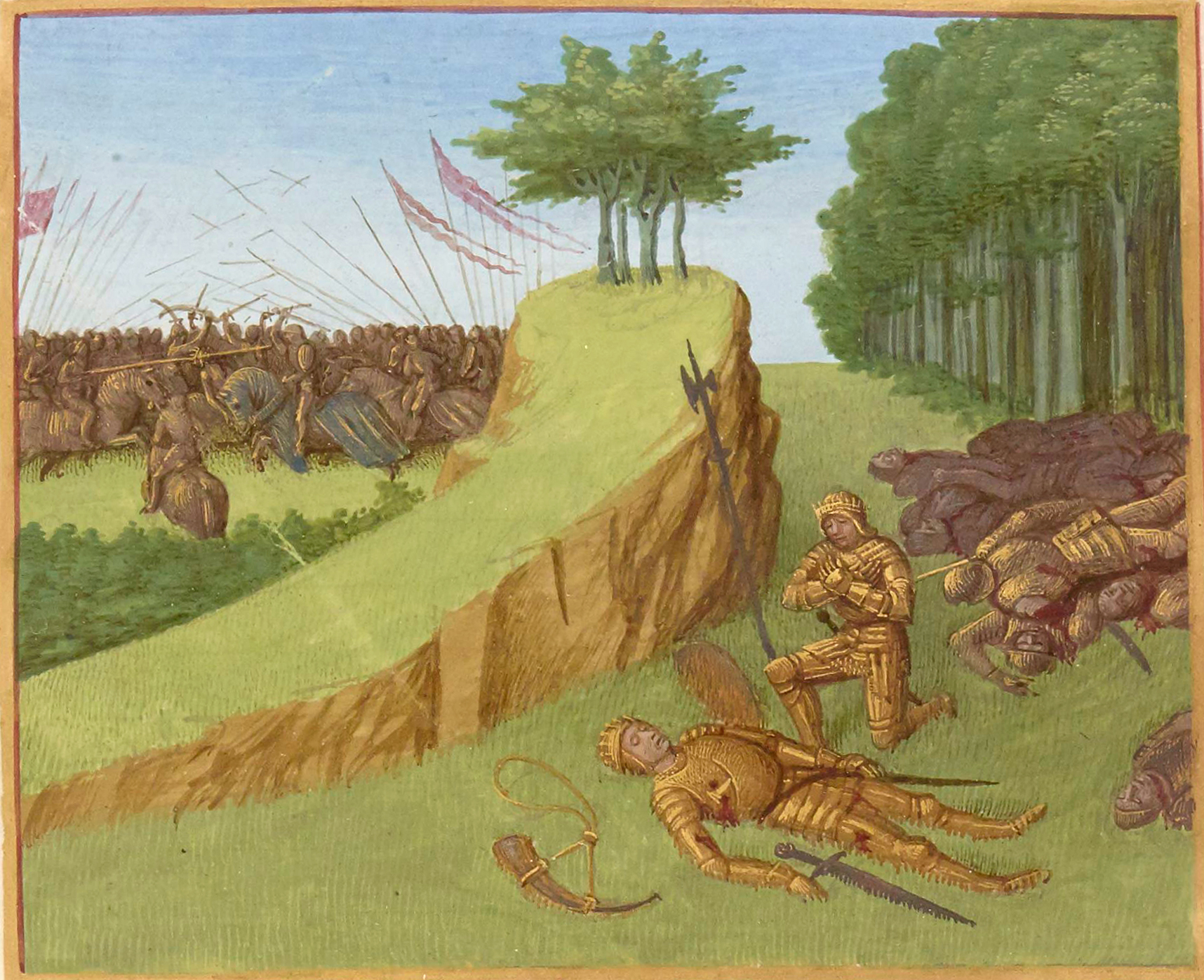
Cena da morte de Rolando durante a batalha de Roncesvalhes, manuscrito Grandes Crónicas de Francia, ilustradas por Jean Fouquet, Tours, para 1455-1460, Bibliothèque nationale de France

Durante o inverno de 713 os exércitos muçulmanos atingiram o vale meio do Ebro que se encontrava governado pelo conde hispano-visigodo Casio quem elegeu submeter-se ao califa Omíada e converter-se ao Islã, dando origem à estirpe dos Banu Cassi em troca de manter o seu poder na região. Pamplona, porém, foi finalmente ocupada em 718 e obrigada a pagar tributo aos governadores muçulmanos, que estabeleceram um protetorado. A derrota muçulmana na Batalha de Poitiers em 732 frente aos francos de Carlos Martel enfraqueceram a posição muçulmana, mas o vali Uqba reconduziu a situação instalando uma guarnição militar na cidade entre 734 e 741.
Mais tarde, Carlos Magno aproveitando a rebelião do governador de Saragoça para intervir na Península, atravessou com um exército franco o território vascão e destruiu as defesas de Pamplona no seu avanço para Saragoça onde à sua chegada o câmbio das alianças dos sublevados obrigou-o a retirar-se. A 15 de Agosto de 778, na sua viagem de regresso, a retaguarda do exercito no comando do cavaleiro Roland foi aniquilada na batalha de Roncesvalles.
A constante ameaça que sobre as terras vascãs era exercida de ambas as vertentes dos Pirenéus favoreceu o surgimento de duas facções líderes entre a aristocracia vascã, os Íñigo e os Velasco que se opuseram entre si apoiando-se em muçulmanos, os primeiros pelo parentesco com os Banu Cassi, e os francos carolíngios. Quando em 799 foi assassinado pelo partido carolíngio o governador de Pamplona Mutarrife ibne Muça, os Iñigo recorreram à família Banu Cassi para retomar o controlo da cidade. Contudo,  em 812 o emir Aláqueme I e Ludovico Pío acordaram uma trégua pela qual os carolíngios tomavam o controlo de Pamplona, delegando o governo em Velasco Gasalque. Ao término da trégua, Aláqueme retomou as hostilidades com os francos e conseguiu recuperar Pamplona  em 816 a cujo controlo os francos renunciaram em diante. Íñigo Arista seria designado primeiro rei de Pamplona até 851.

## Cultura e costumes dos vascões

### Língua e escrita

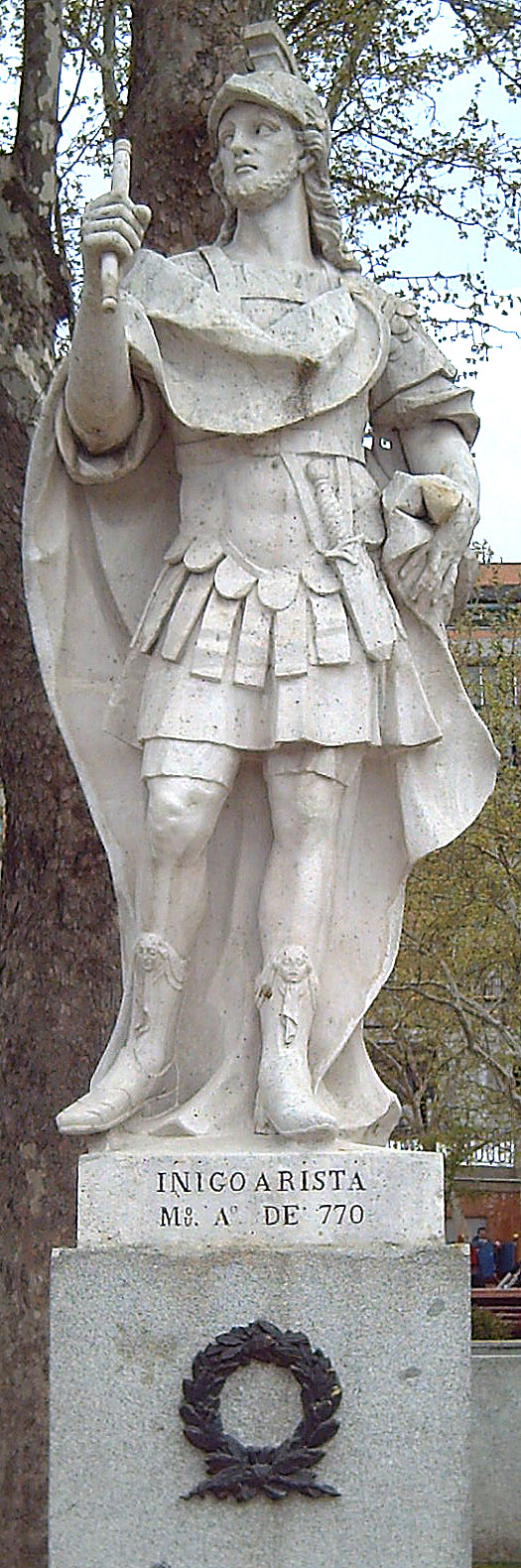
Estátua de Iñigo Arista na Praça de Oriente de Madrid (obra de J. Oñate, 1750-53).

Como assinalam diversos autores com anterioridade à chegada dos romanos, e assim como outros povos do mais extenso âmbito de Vascônia, o povo dos vascões falava uma língua que linguistas de referência consideram como antecessora do basco moderno, referida às vezes na bibliografia como língua proto-basca.
Porém, como recordou Henrike Knörr (1947-) a origem e parentesco do euskera ainda segue sendo um mistério e objeto de numerosas pesquisas. As variadas teorias abrangem das que fazem referência a uma origem "in-situ" como defende Luis Michelena que inspiraram a classificação dialetal moderna, ou as que o situam em lugares mais afastados do âmbito geográfico de Vascônia até à teoria do basco-iberismo que identificava o basco com o ibero falado na época antiga, se bem de acordo com Knörr, demonstrou-se superada já que há registro de ambas ser duas línguas diferentes.
Um exemplo dos problemas para o estudo histórico-linguístico é a escassez de resenhas diretas sobre a língua dos vascões nos autores clássicos, como constata o linguista J. Gorrochategui, salvo uma vaga descrição em Estrabo e Pompônio Mela, ou o testemunho de Júlio César sobre a língua dos vizinhos aquitanos na sua obra De Bello Gallico.
De maior interesse foi o estudo de documentos epigráficos, que nos chegaram desde a introdução da escrita entre os vascões por volta do final do século II a.C., mas, infelizmente, não se puderam ainda recuperar documentos redigidos na língua vernácula, pelo qual as conclusões foram obtidas por inferência do material onomástico. Entre eles, os mais antigos são as evidências numismáticas provenientes de diversas fábricas de moedas vascãs ou próximas, como a identificada em Osma de Valdegobia ou Uxama Barca, que inicialmente realizaram acunhações com silabário ibero ou celtibero e posteriormente, em latim, a língua que se impôs na escrita, tanto em documentos oficiais quanto em outras expressões mais correntes. Destaca-se particularmente a estela funerária da ermida de Santa Bárbara de Lerga, considerada testemunho escrito mais antigo encontrado da língua proto-basca. A língua ibera deixou algumas marcas no basco como, por exemplo, no vocábulo ibérico ili adotado como hiri com o significado de povoado ou cidade e que se encontra na raiz do topônimo Iruña para a cidade vascã de Pompelo e com o que se conhecem também outras cidades da geografia contemporânea basca.
A partir destas constatações, alguns investigadores consideram que o território vascão encontrava-se inscrito, à chegada dos romanos e durante os primeiros tempos após a introdução da escrita, num contexto de maior complexidade linguística ou trifínio cultural onde se misturam os dados linguísticos vascões com os das línguas célticas, de influência nas áreas ocidentais como a Terra de Estella, e a ibera presente nas areias meridionais e centrais de Navarra. Progressivamente, o latim foi-se impondo na escrita, tanto oficial como privada, hipótese sustentada pela descoberta de dois epígrafes relevantes da época republicana, o chamado Bronze de Ascoli datado em 89 a.C. onde se menciona a cidade vascã de Ségia e o Bronze de Contrébia, de 87 a.C., que cita a cidade de Alavona enquanto são numerosos os exemplos que nos chegaram da época imperial e cuja distribuição e onomástica é estudada para destacar o diferente grau de influência romana na região.

### Religião
Os testemunhos epigráficos e a arqueologia permitiram os especialistas perfilar as práticas de culto na terra dos vascões desde a chegada dos romanos e a adoção da escrita, propondo para sua descrição a prática do sincretismo religioso que teria perdurado até ao século I, momento a partir do qual a figura de Júpiter ganhou predominância sobre o culto indígena até à chegada do cristianismo, entre o século IV e o V.
Puderam ser localizados teônimos vascões, datados a partir do período republicano, sobre lápidas funerárias ou aras nas quais se invocam a estas divindades com formulações em latim onde transluzem os nomes bascos. Uma evidência em favor do sincretismo foi localizada em Ujué, onde se encontraram duas aras de igual forma, uma dedicada a Lacubegi, identificado como o deus do mundo inferior e a outra a Júpiter, embora não puderam ser datadas. Em Lerate e em Barbarin, há duas lápidas dedicadas a Stelaitse datadas no século I.